# Sloup se sousoším svatého Jana Nepomuckého (Hrochův Týnec)
Barokní pískovcové sousoší svatého Jana Nepomuckého od neznámého autora se od roku 1716 nalézá v  blízkosti kostela svatého Martina v městě Hrochův Týnec v okrese Chrudim. Sousoší je od 9. dubna 2002 chráněno jako nemovitá kulturní památka ČR.

## Historie
Sousoší svatého Jana Nepomuckého tvořilo v minulosti výzdobu dřevěné kaple stávající v místech dnešní základní umělecké školy. Sousoší bylo v roce 1883 obnoveno na současném místě. 

## Popis
Barokní pískovcové sousoší svatého Jana Nepomuckého s andílky se nalézá u svahu pod budovou fary v Hrochově Týnci.
Sousoší se skládá z hranolového, nahoře dvakrát okoseného podstavce. Na podstavci stojí dole výrazně volutově rozšířený sokl s čelní stranou ozdobenou výraznými rostlinnými ornamenty obklopujícími šesticípou hvězdu. K soklu jsou nahoře přiloženy volutové podstavce zakončené nahoře profilovanými římsami. 
Na soklu stojí na nízkém podstavci užší pilíř zakončený nahoře profilovanou římsou. Čelní stranu pilíře zdobí zahloubený rámeček s latinským nápisem.
Na římse pilíře stojí na obláčcích socha prostovlasého světce v životní velikosti se svatozáří okolo hlavy, oděného v tradiční šat a držícího v náručí krucifix. Na volutových příložkách po obou stranách pilíře byly umístěny dvě sošky andílků. Jeden andílek držel v rukou biret, druhý mučednickou palmu. Obě sošky andílků byly v roce 2002 odcizeny.
Sousoší prošlo v roce 2007 celkovým restaurováním.

## Galerie

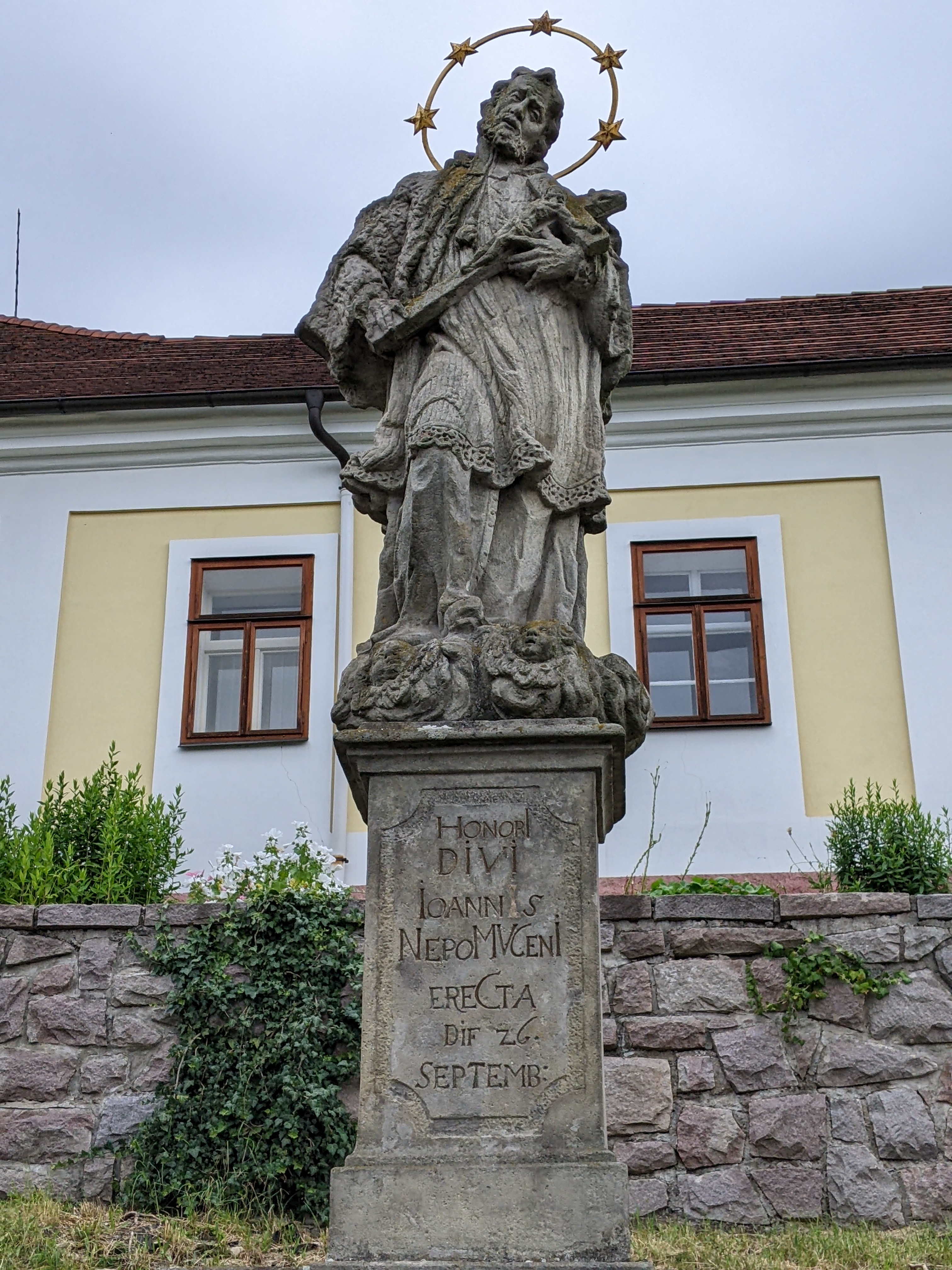
sloup se sousoším svatého Jana Nepomuckého v Hrochově Týnci
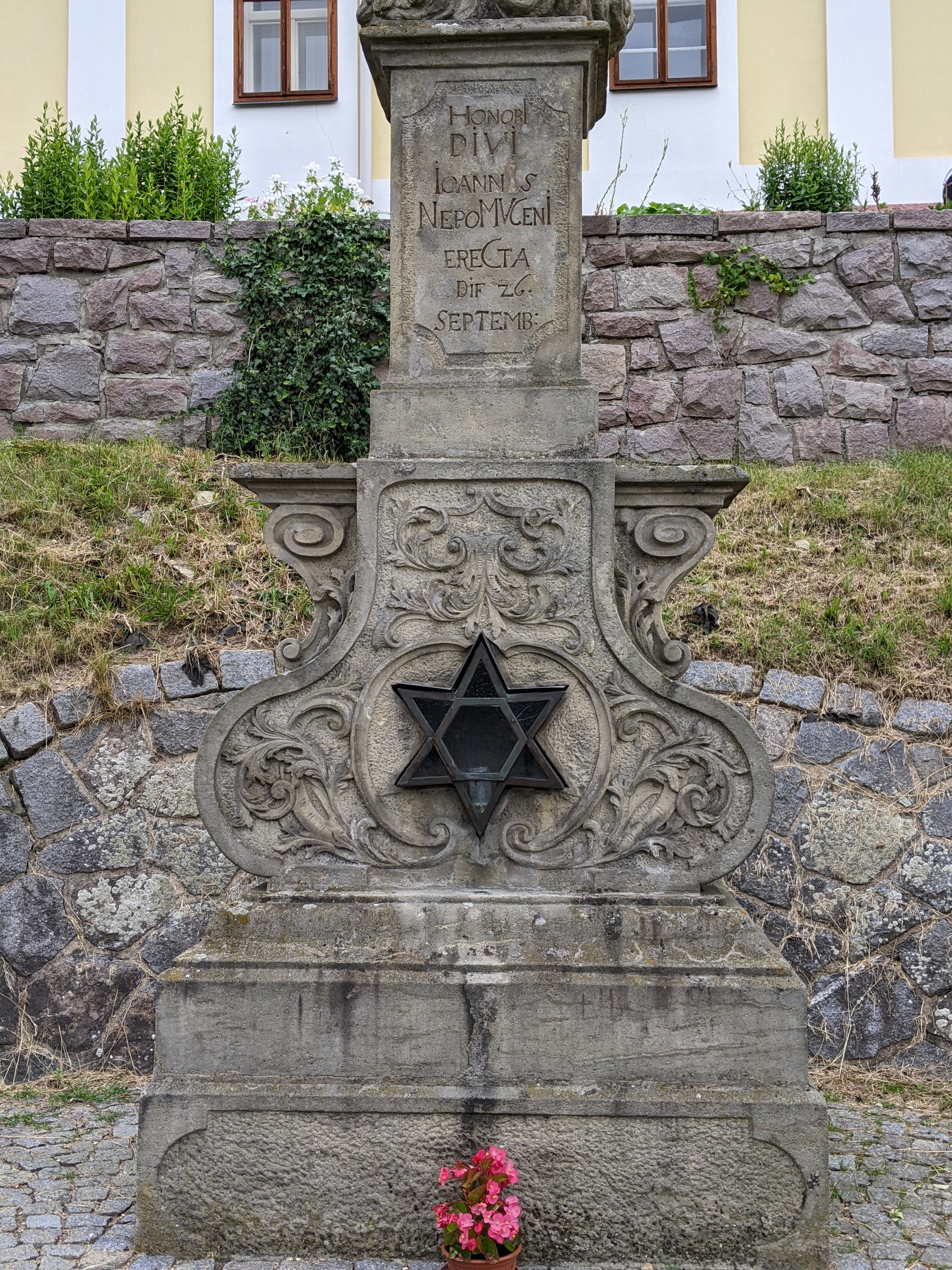
detail podstavce sloupu se sousoším svatého Jana Nepomuckého v Hrochově Týnci